# Magallanes (provins)
Provincia de Magallanes är en provins i Chile.   Den ligger i regionen Región de Magallanes y de la Antártica Chilena, i den södra delen av landet, 2 200 km söder om huvudstaden Santiago de Chile. Antalet invånare är 129 199. Arean är 36 401 kvadratkilometer.
Terrängen i Provincia de Magallanes är huvudsakligen kuperad, men västerut är den bergig.
Provincia de Magallanes delas in i:
- Punta Arenas
- Río Verde
- Laguna Blanca
- San Gregorio

Trakten runt Provincia de Magallanes består i huvudsak av gräsmarker. Trakten runt Provincia de Magallanes är nära nog obefolkad, med mindre än två invånare per kvadratkilometer.